# 李翰韜
李翰韜(Tau Lee)，香港的資深導演，於1980年畢業於台灣政治大學廣播電視學系，畢業後隨即加入香港無綫電視（TVB）擔任副導演，並於1985年晉升為導演。1987年執導由梁朝偉、劉嘉玲主演的電視劇《新紮師兄1988》，1989年執導周星馳兩部成名作《蓋世豪俠》與《他來自江湖》電視劇。同年執導由邱淑貞、吳君如演出的電影《八寶奇兵》，1990年執導李麗珍與李麗蕊主演的電影《快樂的小雞》。
1991年, 李翰韜加入亞洲電視任編導和高級導演，執導《銀狐》(1993)、《皇家警察實錄II》(1993) 、《戲王之王》(1994)、《殭屍道長》(1995)、《肥貓正傳》(1997)、《97變色龍》(1997)等劇集。   
1998年，李翰韜進軍內地，至今監製與導演了數十部電視劇，大多為古裝歷史劇與武俠劇，包括《小李飛刀》(1999)、《絕命鴛鴦》(2000)、《四大名捕之震關東》(2002)、《赤子乘龍》(2003)、《滿漢全席》(2004)、《碧血劍》(2006)、《隋唐英雄》(2011)、《太平公主秘史》(2012) 、《隋唐英雄續集》(2013)。
導演作品
| 時間   | 劇名                       | 主要演員                         | 類型       |
| 1990年 | 《八寶奇兵》               | 曾志偉、吳君如、邱淑貞           | 電影       |
| 1991年 | 《快樂的小雞》             | 李麗珍、李麗蕊、張耀揚           | 電影       |
| 1998年 | 《神醫華佗》               | 蔣勤勤、郁芳、高雄               | 電視劇     |
| 2000年 | 《絕命鴛鴦》               | 吳京、季芹、陳俊生               | 電視劇     |
| 2002年 | 《火帥》                   | 張庭、張鐵林、黃海冰             | 電視劇     |
| 2002年 | 《四大名捕之震關東》       | 吳奇隆、張鐵林、任泉             | 電視劇     |
| 2003年 | 《赤子乘龍》               | 任泉、李小璐、高雄               | 電視劇     |
| 2004年 | 《滿漢全席》               | 徐崢、汪芫、牛青峰               | 電視劇     |
| 2004年 | 《煙花三月》               | 高圓圓、陳浩民、杜雨露           | 電視劇     |
| 2007年 | 《碧血劍》                 | 竇智孔、焦恩俊、黄聖依、孫菲菲   | 電視劇     |
| 2009年 | 《川西大決戰》             | 閭漢彪、張春、楊剛、温謙、姚擴   | 電視劇     |
| 2010年 | 《牡丹亭》                 | 孫菲菲、沙溢、郭凱敏、張鐵林     | 電視劇     |
| 2010年 | 《太平公主秘史》           | 賈靜雯、鄭爽、張翰               | 電視劇     |
| 2010年 | 《俠隱記》                 | 焦恩俊、齊芳、洪劍濤             | 電視劇     |
| 2012年 | 《隋唐英雄1》              | 張衛健、蒲巴甲、陳沖、劉曉慶     | 電視劇     |
| 2012年 | 《五臺山抗日傳奇之女尼排》 | 張衛健、李彩樺、包小柏           | 電視劇     |
| 2013年 | 《五臺山抗日傳奇之獨立連》 | 湯鎮業，王新軍，李彩樺           | 電視劇     |
| 2013年 | 《隋唐英雄3》              | 張衛健、黃海冰、劉曉慶           | 電視劇     |
| 2013年 | 《天堂不相信眼淚》         | 李好、李夢                       | 電視劇     |
| 2014年 | 《隋唐英雄4》              | 張衛健，劉曉慶，單薇             | 古裝歷史劇 |
| 2014年 | 《布袋和尚新傳》           | 歐陽震華、徐錦江                 | 電視劇     |
| 2014年 | 《皇甫謐傳奇》             | 陳浩民、樊少皇                   | 電視劇     |
| 2015年 | 《隋唐英雄之薛剛反唐》     | 趙文瑄、餘少群                   | 電視劇     |
| 2017年 | 《納蘭侍衛》               | 劉驍元、歐倩茹                   | 電影       |
| 2018年 | 《封神學院》               | 張智豪、張竟埕                   | 電視劇     |
| 2019年 | 《懸探包拯》               | 陳鍵鋒、郭雪芙                   | 電影       |
| 2019年 | 《星際高手》               | 陳浩民                           | 電影       |
| 2023年 | 《新包青天之蝶殺 》        | 陳鍵鋒 郭雪芙 戴春榮 范鴻軒 佳妮 | 電影       |

編劇作品
| 時間   | 作品     | 備註   |
| 1997年 | 肥貓正傳 | 電視劇 |

監製作品
| 時間   | 劇名                   | 主要演員               | 類型   |
| 1999年 | 《小李飛刀》           | 焦恩俊、蕭薔、賈靜雯   | 電視劇 |
| 2001年 | 《飛刀問情(小李飛刀)》 | 焦恩俊、張延、牛莉     | 電視劇 |
| 2002年 | 《四大名捕之震關東》   | 吳奇隆、張鐵林、任泉   | 電視劇 |
| 2020年 | 《青青子衿》           | 范世錡、呂小雨、謝彬彬 | 電視劇 |